# Bijna
Bijna fou un petit estat tributari protegit de l'Índia, a l'agència del Bundelkhand, Índia central, en l'anomenat grup dels jagirs de Hasht-Bhaiya resultants del repartiment de Baragaon entre vuit fills (que posteriorment es van concentrar en només quatre per extinció dels altres). La superfície era de 70 km². Estava rodejat per tots costats pel districte de Jhansi a les Províncies Unides d'Agra i Oudh excepte per l'est on tocava a l'estat de Dhurwai. La població el 1901 era de 1.578 habitants (1881: 2.084 habitants) i estaven repartits en 4 pobles.
El governant era un bundela rajput de la casa reial d'Orchha. Diwan Sanwant Singh, segon fill de Diwan Rai Singh de Baragaon, va rebre Bijna vers 1690; a la seva mort el seu domini es va repartir entre tres fills formant tres estats, un dels quals es va extingir reunint-se a un dels altres dos. Els britànics van concedir sanad possessori a Diwan Sujan Singh el 1823. El 1850 va morir el jagirdar Durjan Singh i el va succeir el seu fill Diwan Mukund Singh, que va governar més de 50 anys. L'estat havia donat quatre maharajas a Orchha (Bharti Chand, Vikramajit, Tej Singh, i Sujan Singh, tots adoptats per la casa reial d'Orchha).
La capital era Bija a 25° 27′ N, 79° 00′ E / 25.450°N,79.000°E amb 1092 habitants el 1901.